# Gonatacanthus inexpectatus
Gonatacanthus inexpectatus är en insektsart som beskrevs av Willemse, C. 1953. Gonatacanthus inexpectatus ingår i släktet Gonatacanthus och familjen vårtbitare. Inga underarter finns listade i Catalogue of Life.